# Charinus quinteroi
Charinus quinteroi är en spindeldjursart som beskrevs av Peter Weygoldt 2002. Charinus quinteroi ingår i släktet Charinus och familjen Charinidae. Inga underarter finns listade i Catalogue of Life.